# Waffen für San Salvador
Waffen für San Salvador (Originaltitel: Gli avventurieri dei Tropici) ist ein Abenteuerfilm, dessen deutschsprachige Erstaufführung am 17. August 1962 erfolgte.

## Handlung
Im Indianergebiet am Rio Paraná ist eine Gruppe von Arbeitern unter Leitung von Fernand mit der Rodung eines Waldstückes beschäftigt. Der zwielichtige Fernand ist auch an Waffenschiebereien beteiligt, durch die die vom Farbigen Salvador und der schönen Libertà angeführte Guerillatruppe profitiert. Auch privat hat Fernand dunkle Vergangenheiten: Er sorgte dafür, dass sein Bruder Frank unschuldig ins Gefängnis kam und heiratete dann dessen Geliebte Jana.
Frank kommt, längst freigelassen, als Angestellter einer Eisenbahngesellschaft in die Gegend. Er tritt in einen Wettstreit mit seinem Bruder ein, indem er ebenfalls Waffen verkauft; allerdings nicht nur an die für die Unabhängigkeit kämpfenden Guerrillas, sondern auch für die herrschenden Unterdrücker. Als Salvador und seine Leute von ihren Gegnern angegriffen und schwer geschlagen werden, verspricht Frank, beeindruckt vom Heldenmut der Kämpfenden, den überlebenden Guerrillas mehr und bessere Waffen. Als sein Bruder von den Indianern angegriffen und verwundet wird, überwindet Frank seinen Rachewunsch und rettet ihn. Er verliert dadurch all seinen durch die Waffengeschäfte erworbenen Gewinn, der bei einem Großfeuer vernichtet wird. Fernand stirbt an seinen schweren Verletzungen; Frank kann nun Jana doch noch heiraten.

## Kritik
Ein „mit mäßiger Spannung und verwaschenen Auffassungen von Ehre, Recht und Redlichkeit ausgestatteten Abenteuerfilm.“